# Slaget vid Asculum 89 f.Kr.
För andra betydelser, se Slaget vid Asculum.
Slaget vid Asculum utkämpades mellan  romerska republiken och bundsförvanterna år 89 f.Kr. och var del av bundsförvantskriget.  Slaget stod vid orten Asculum, dagens Ascoli Piceno. Romarna leddes av Pompeius Strabo. Efter den romerska segern tvingar Strabo staden att erkänna sig besegrad